# Distrikt Alto Biavo
Der Distrikt Alto Biavo liegt in der Provinz Bellavista in der Region San Martín in Nordzentral-Peru. Der Distrikt wurde am 5. Januar 1945 gegründet. Er hat eine Fläche von 5976 km². Beim Zensus 2017 lebten 8715 Einwohner im Distrikt. Im Jahr 1993 lag die Einwohnerzahl bei 3839, im Jahr 2007 bei 5917. Sitz der Distriktverwaltung ist die 225 m hoch gelegene Ortschaft Cuzco mit 787 Einwohnern. Cuzco befindet sich 24 km südsüdöstlich der Provinzhauptstadt Bellavista. Der Südteil des Distrikts liegt im Nationalpark Cordillera Azul.

## Geographische Lage
Der Distrikt Alto Biavo befindet sich in der Cordillera Azul und erstreckt sich über den zentralen und südlichen Teil der Provinz Bellavista. Er umfasst das obere Einzugsgebiet des Río Biavo, einen rechten Nebenfluss des Río Huallaga.
Der Distrikt Alto Biavo grenzt im Südwesten und im Westen an die Distrikte Nuevo Progreso, Uchiza, Tocache und Pólvora (alle in der Provinz Tocache), im Nordwesten an die Distrikte Campanilla und Pajarillo (beide in der Provinz Mariscal Cáceres), im Norden an die Distrikte Huallaga und Bajo Biavo, im Osten an die Distrikte Pampa Hermosa und Contamana (beide in der Provinz Ucayali) sowie im Süden an den Distrikt Pucayacu (Provinz Leoncio Prado).

## Ortschaften
Im Distrikt gibt es neben dem Hauptort folgende größere Ortschaften:
- Barranca (1110 Einwohner)
- Centro America (516 Einwohner)
- El Challual (501 Einwohner)
- Incaico (843 Einwohner)
- José Olaya (1413 Einwohner)
- Las Palmas (239 Einwohner)
- Los Olivos (216 Einwohner)
- Nuevo Arica (265 Einwohner)
- Nuevo San Martín (289 Einwohner)
- Nuevo Trujillo (293 Einwohner)
- Puerto Bermudez (644 Einwohner)